# Jekaterinogradskaja
Jekaterinogradskaja (russisch Екатериноградская) ist eine Staniza in der Nähe von Prochladny in der russischen Kaukasus-Republik Kabardino-Balkarien mit 3675 Einwohnern (Stand 14. Oktober 2010).
Die Ortschaft liegt unweit der Mündung der Malka in den Terek.

## Geschichte
1777 ließ Fürst Potjomkin dort die nach Katharina der Großen (russ. Jekaterina) benannte Jekaterinograder Festung errichten, an der die Georgische Heerstraße ihren Anfang nahm. 1786 erhielt die Staniza Stadtrecht als Hauptstadt des neu geschaffenen Gouvernements Kaukasus. Nach der Verlegung der Verwaltung nach Georgijewsk 1790 blieb Jekaterinograd noch bis 1802 Verwaltungszentrum eines Ujesds. 1822 wurde die Festung geschleift und Jekatarinograd wurde wieder zur Staniza unter der heutigen Bezeichnung.
In der sowjetischen Periode erhielt die Staniza den Namen Krasnogradskaja (von russ. krasny für rot), aber in den 1990er-Jahren wieder die ursprüngliche Bezeichnung.
| Jahr | Einwohner |
| ---- | --------- |
| 2002 | 3729      |
| 2010 | 3675      |

Anmerkung: Volkszählungsdaten